# Beilngries-Dietfurter Tälerzone
Die Beilngries-Dietfurter Tälerzone ist ein Naturraum (082.37), der im Nordteil der Südlichen Frankenalb im Südwestdeutschen Stufenland liegt.   
Es grenzen im Westen die Naturräume Mittleres Albmühltal (082.24), Mittlere Altmühlalb (082.23), Anlauteralb (082.27) und Schwarzach-Thalach-Taltrichter (082.29), alle aus der Altmühlalb, im Norden die Westliche Sulzplatte (082.30), Sulztal (082.31), Östliche Sulzplatte (082.32), Unteres Tal der Weißen Laaber (082.33), im Osten Hemauer Hochfläche (082.36) und im Süden Unteres Albmühltal (082.42) und Paulushofen-Wolfsbucher Albmühlplatte (082.40). In der Mitte ist der Naturraum Arzberg (082.38) und Wolfsberg (082.39).
Die größten Siedlungen im Gebiet sind die namensgebenden Städte Beilngries und Dietfurt. Außerdem liegen noch die Dörfer Kinding, Pfraundorf, Badanhausen, Kirchanhausen, Leising, Kottingwörth, Töging, Grögling und Mühlbach.
In ihm mündet in die Altmühl die Schwarzach, Mühlbach, Seegraben, Sulz, Main-Donau-Kanal, Ludwig-Donau-Main-Kanal und ein zweiter Mühlbach in der Beilngries-Dietfurter Tälerzone.
In dem Gebiet verläuft die Altmühl langsam und mäanderförmig. Sie ist durchschnittlich einen Kilometer breit und im Schnitt 140 Meter tiefer als die umliegenden Albtraukten. Bei Beilngries und Dietfurt wird das Tal zwei Kilometer breit. Laut J. Schaefer handelt es sich um das ehemalige Tal der Lech-Donau. Im Überschwemmungsgebiet ist es von Wiesen beherrscht und in den etwas höher gelegenen Gebieten von Ackerland. Das Ottmaringer Tal wird als Flusslauf des Main-Donau-Kanals genutzt und wurde auch für den Ludwig-Donau-Main-Kanal verwendet. 
Stellenweise ist es auch versumpft. Heute wird es von keinem größeren Wasserlauf mehr durchflossen; das Tal war der ehemalige Lauf der Sulz.